# Trujillo Alto
Trujillo Alto o Santa Cruz de Trujillo Alto es un municipio del Estado Libre Asociado de Puerto Rico localizado en las colinas húmedas del noreste del país. Está rodeado por San Juan al norte y oeste, Carolina al este, y los municipios de Gurabo y Caguas al sur. Trujillo Alto forma parte del área metropolitana de San Juan; sin embargo, es un pueblo con muchos campos que conserva sus costumbres. El municipio de Trujillo Alto tiene 20,9 millas cuadradas o 13.811 cuerdas de terreno.

## Historia

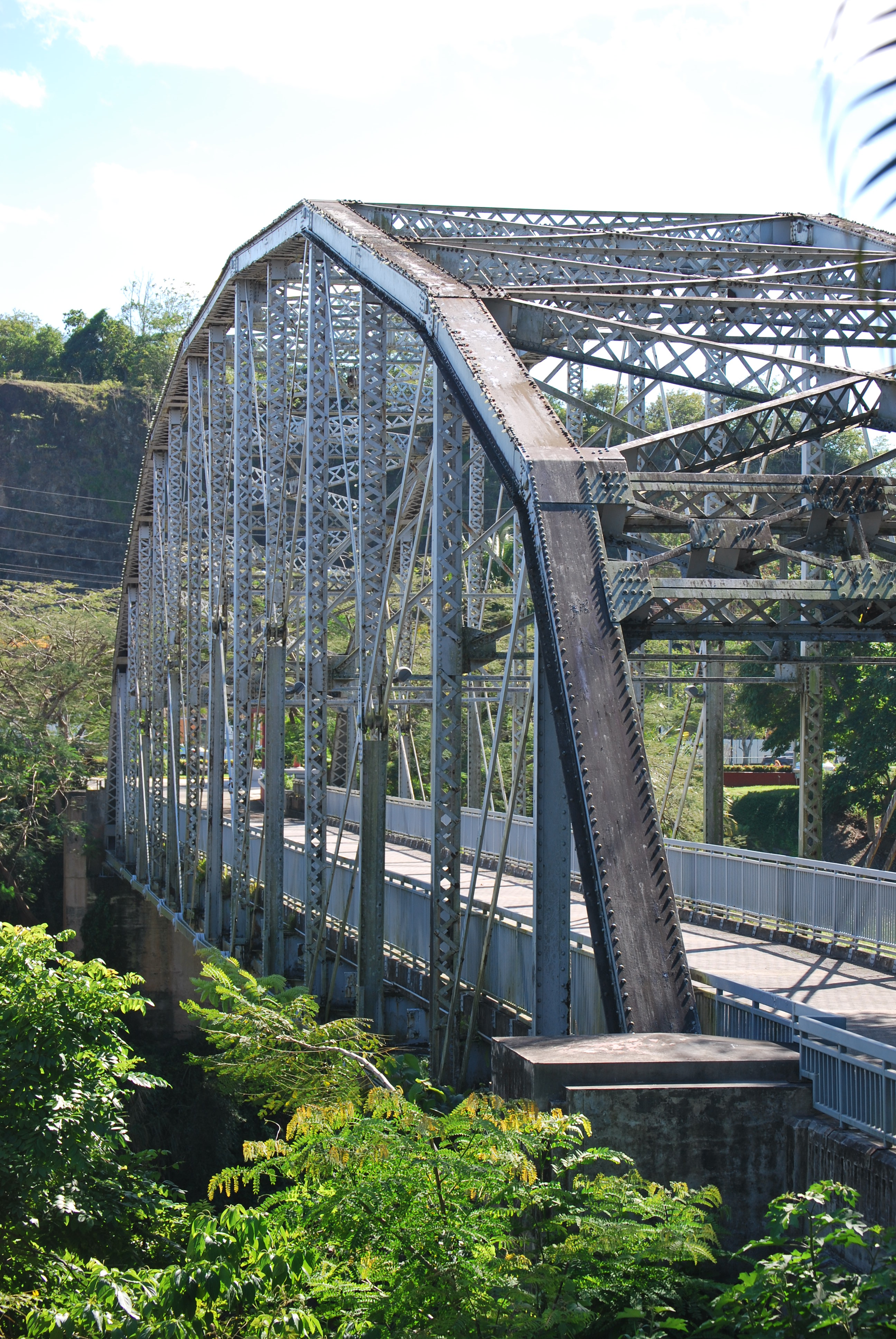
Puente histórico en Trujillo Alto

Antes de la invasión española el territorio que actualmente ocupa el municipio de Trujillo Alto perteneció al cacicazgo de Cayniabón del cacique Canobaná. Durante el siglo XVII la Corona española otorgó a Alonso de Trujillo, natural de Extremadura, una gran extensión de terreno que se extendía sobre ambas riberas del Río Grande de Loíza. No existen pruebas concluyentes sobre el origen del nombre pues aunque se dice que proviene del apellido de Alonso Trujillo hasta ahora en ningún documento se precisa la tenencia de las tierras por el tal Alonso. Otros atribuyen el nombre a unas familias de apellido Trujillo que vivían cerca de la quebrada Maracuto, antes llamada Quebrada Trujillo.
En 1795 los vecinos del área acordaron impulsar la fundación del nuevo municipio. Para 1798 los vecinos que vivían en la parte alta (sur) del Río Grande de Loíza solicitaron permiso al gobernador de entonces para fundar un pueblo y construir una iglesia debido a que las grandes crecidas del río a veces les incomunicaba de la ciudad de Río Piedras para asistir a misa; ese mismo año de 1798 la Audiencia Territorial de Santo Domingo concedió el permiso de fundación. El 8 de enero de 1801 queda fundado Trujillo Alto. Al principio se le conoció solo por Trujillo y tenía los siguientes barrios: Barrazas, Cacao, Candelaria, Canovanillas, Carraízo, Carruzos, Cedro, Hoyo Mulas, Martínez González, Quebrada Grande, Quebrada Infierno, Sabana Abajo, San Antón, Santa Cruz y el pueblo. Se eligió a la Santa Cruz como patrona del pueblo. El primer alcalde fue Tomás Ruiz y José María Torres Vallejo fue el primer síndico procurador.
En 1817 le fueron segregados algunos barrios que formaron el nuevo municipio de Trujillo Bajo, a partir de 1820 se le empezó a conocer como Trujillo Alto. El 13 de septiembre de 1928 el huracán San Felipe destruyó la iglesia católica del pueblo por lo cual fue reconstruida en hormigón. En 1844 se erigió la Casa Alcaldía y en 1854 se construyó la primera escuela.
En 1902, Trujillo Alto fue anexado al municipio de Carolina, pero ya en 1905 recuperó su condición anterior. En 1910 llega el alumbrado público a Trujillo Alto, este constaba de dieciséis faroles de gas y no es hasta el 1913 que llega otro sistema utilizando electricidad. En 1939 el ejército de Estados Unidos construyó el puente de acero sobre el Río Grande de Loíza para poder movilizar tropas hasta Gurabo. En 1954 se construyó la represa Carraízo, principal fuente de agua del área metropolitana de San Juan. Ambos son puntos de interés de Trujillo Alto. Otros puntos de interés son el convento de San José que le pertenece a las Monjas Carmelitas y el Santuario Mariano de la Gruta de Lourdes.
En el pasado la economía trujillana estaba basada en la agricultura. Trujillo Alto fue productor de café, caña de azúcar, guayabas, arroz y tabaco, entre otros productos. En la actualidad el municipio ha ido perdiendo las áreas verdes progresivamente sobre todo en el área norte que es más llana.
A Trujillo Alto se le conoce también como: La ciudad en el campo, El pueblo de los manantiales, La ciudad península , El pueblo de las ocho calles y El pueblo del arrecostao.

## Ilustres trujillanos
- Emilio Díaz Valcárcel, escritor puertorriqueño nacido en el mes de octubre de 1929. Entre sus obras se encuentran: El Asedio, Napalm, Proceso en diciembre, y Panorama.
- Tulio Larrínaga, graduado de ingeniería civil de la Universidad de Pensilvania. En 1872 se convirtió en el arquitecto municipal de San Juan. En 1899 ayudó en la fundación del Partido Federal, luego se unió al Partido Unión de Puerto Rico. En 1904 se convirtió en Comisionado Residente de Puerto Rico en el Congreso estadounidense.
- Andrés Valcárcel, fue alcalde de Trujillo Alto a principios del siglo XX.
- Medardo Carazo, destacado educador trujillano y líder cívico. Uno de los primeros maestros graduados de la Escuela Normal en enseñar el idioma inglés en las escuelas públicas de Puerto Rico. Formó parte de la primera escuela graduada de Principales de Escuelas Públicas de la Universidad de Puerto Rico; ejerció como principal en Trujillo Alto a partir de 1936. Hoy en día la escuela superior de dicho pueblo honra su memoria con su nombre.
- Manuel Rivera Morales, locutor y narrador de deportes.
- Yolandita Monge, famosa cantante y actriz nacida el 16 de septiembre de 1955 en el barrio Carraízo de Trujillo Alto.
- Víctor M. Rodríguez, presidente del Frente Amplio de Camioneros. Exrepresentante por acumulación.
- Don Chezina, famoso cantante de reguetón con su super hit "Chezidon e lo que hay pa tuas las gatas..."
- Orquesta el Macabeo, agrupación de música salsa fundada en Lago Alto, Trujillo Alto.
- Franco (El Gorila)
- Tamara López, líder comunitaria, excandidata a legisladora municipal, activista ambientalista y autora de un libro sobre los derechos de los estudiantes de educación especial

- René Pérez Joglar, ídolo musical, integrante de Calle 13. Activista socialista.

- Rubén Zayas Montañez, líder comunitario, fundó la asociación Recreativa de Trujillo Alto. Se destacó como líder recreativo a pesar de sus limitaciones físicas.
- Alexandra Lúgaro, abogada, empresaria. Excandidata independiente a la gobernación de Puerto Rico.
- Lyanno, cantante de R&B, Trap, Dancehall.

## Población
Según la Agencia Federal del Censo en el año 2000 calculó una población de 75 728 habitantes. Según los datos del censo de 2000, la población del municipio tuvo un aumento de 14608 habitantes, un 23.9 % más que lo registrado para el censo del año 1990. Este número de habitantes lo convierte en el décimo de mayor población en Puerto Rico. A continuación una lista con la cantidad de habitantes de Trujillo Alto durante el siglo XX:
| Año  | Población Municipio Trujillo Alto |
| ---- | --------------------------------- |
| 1899 | 5683                              |
| 1920 | 7470                              |
| 1940 | 11 726                            |
| 1950 | 13 605                            |
| 1960 | 18 251                            |
| 1970 | 30 351                            |
| 1980 | 51 389                            |
| 1990 | 61 120                            |
| 2000 | 76 808                            |
| 2010 | 74 842                            |

## Vías principales

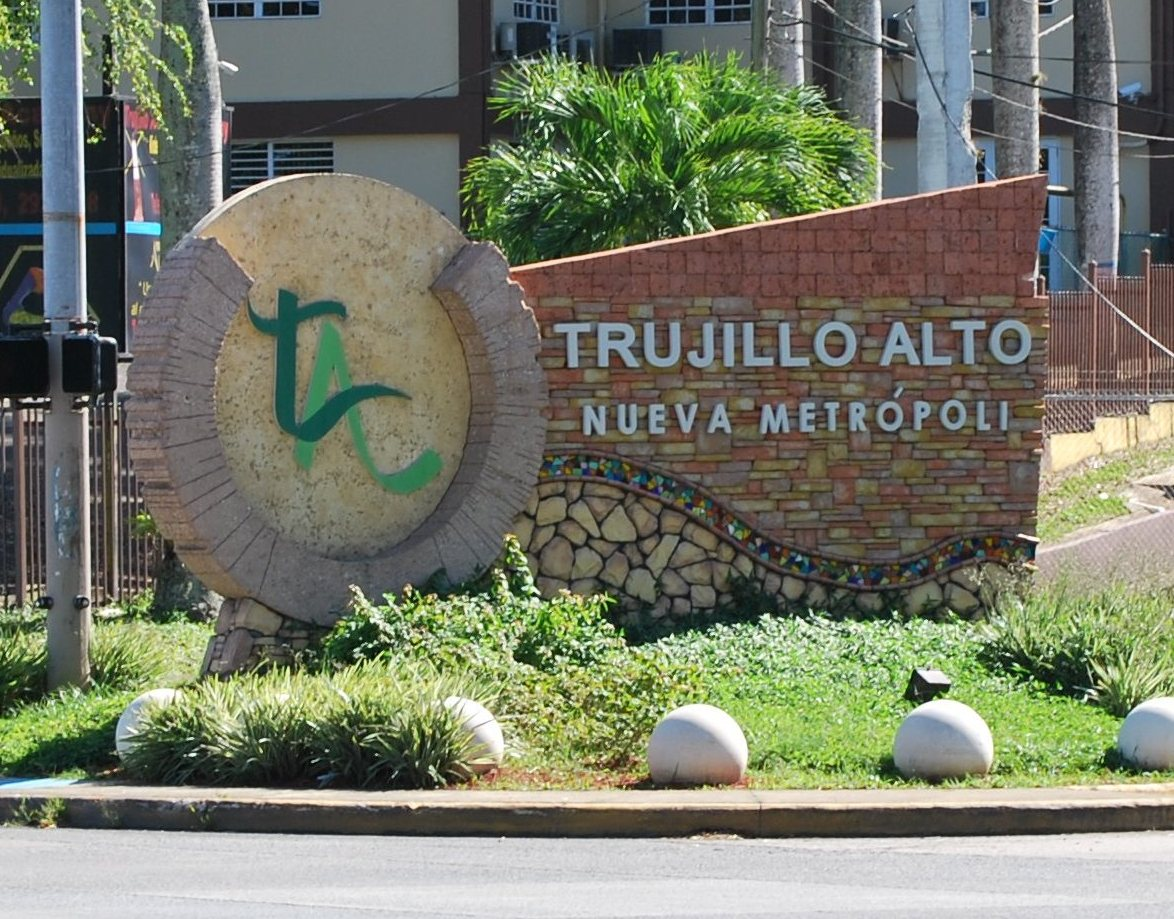
Marcador a la entrada de Trujillo Alto en la #181

La principal vía que recorre el municipio es la carretera #181 (expresso Trujillo Alto) que lo atraviesa de norte a sur y lo conecta con San Juan por el norte (carretera #846) y Gurabo por el sur. Le siguen en importancia otras carreteras como la #852 del barrio Quebrada Grande y Dos Bocas que conecta con el municipio de Carolina, la #175 del barrio Carraízo que conecta con Caguas, la avenida Las Cumbres y la carretera #851 del barrio La Gloria.

## Cognomento
A los trujillanos se les conoce como los arrecostaos.  «piedra del arrecostao», una piedra que existía en el pueblo donde la gente se recostaba a esperar las guaguas públicas. La piedra fue removida a orillas del Río Grande de Loíza.

## Geología
En el municipio se encuentran rocas principalmente de origen volcánico. Estas rocas volcánicas datan del período Cretáceo Tardío. También se encuentran las llamadas rocas ígneas intrusivas, estas rocas aparecen en grandes bloques, ejemplos de ellas pueden verse al norte de Trujillo Alto y en la cantera cercana a la Represa Carraízo.
Aparecen también algunos depósitos de rocas sedimentarias en el sector matienzo del barrio Saint Just. La roca caliza puede encontrarse en algunos sectores del barrio Las Cuevas al noroeste del municipio. Existen depósitos de rocas ígneas plutónicas: granito, basalto y diorita. Por otro lado, el territorio que comprende el municipio de Trujillo Alto está atravesado por numerosas fallas las cuales no han mostrado actividad.
Según el Departamento de Agricultura de los Estados Unidos (USDA), los suelos del Municipio pertenecen a la asociación Múcara – Caguayo, éstos están formados por los residuos de roca volcánica basáltica. Son de poco a moderadamente profundos y de moderadamente empinados a muy empinados.
Al extremo Norte del Municipio existen unas 1,400 cuerdas que corresponden básicamente a la serie Río Piedras. Estos son terrenos relativamente llanos, con declives de 10 a 15 grados. Son terrenos profundos y caracterizados por erosión que varía de moderada a grave. Hacia el sur y suroeste del municipio, los terrenos pertenecientes a las series Caguayo y Río Piedras son catalogados como terrenos profundos con declives de 20 a 60 grados y erosión que varía de moderada a muy grave. En el extremo noreste aparecen algunos terrenos de la serie Toa y Coloso; éstos son terrenos aluviales húmedos y muy fértiles.
En cuanto a la riqueza mineral podemos decir que el Municipio de Trujillo Alto tiene abundancia de minerales que se utilizan para la construcción como lo es la piedra, arena y grava. Estos suelos, producto de la meteorización de rocas volcánicas de las formaciones de Barrazas, Friales, Guaynabo, Hato Puerco, Infierno, La Muda, Lomas, Monacillo y Carraízo Breccia, son en su mayoría suelos arcillosos.
La capacidad agrícola de los suelos trujillanos va desde I hasta VIII, siendo del I al IV los más productivos, del V al VI los regulares y del VII al VIII los menos productivos. Los suelos con mejor calidad se encuentran en la Zona Norte del Municipio, zona que ya ha sido urbanizada, y a las márgenes del Río Grande de Loíza.

## Clima
Anualmente la temperatura media de Trujillo Alto es de 77,3 °F. Es un territorio lluvioso, cuyo promedio anual es de 72 pulgadas. Los meses más lluviosos son agosto y septiembre; los más secos febrero y marzo. Esta precipitación se encuentra influenciada por la topografía, o sea, lluvia orográfica. Esta lluvia orográfica se define como la ascensión forzada del aire húmedo, por efecto de la interposición de una montaña en su trayecto, o por el desnivel de una gran extensión de terreno.

## Hidrografía

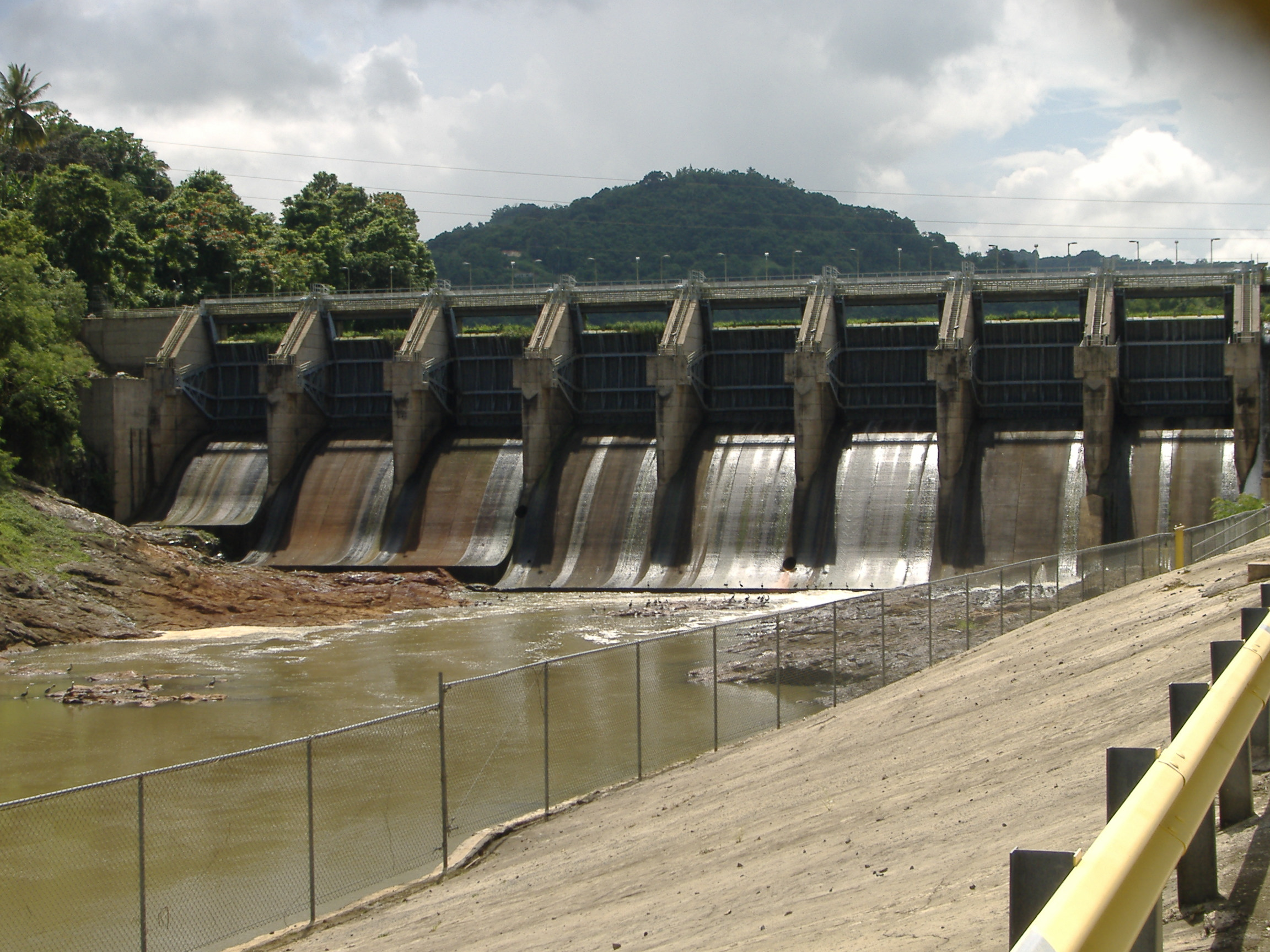
Represa Carraízo.

Su cuenca principal es el Río Grande de Loíza, que cruza de Sur a Este, aunque no nace en este Pueblo. Identificada en su base de datos tiene un total de 15 quebradas cuyos nombres son: Blasina, Carraízo, Cepero, Colorada, Grande, Hoyo Frío, La Gloria (antes Infierno), Limones, Naranjo, Pastrana, Rohena, Sabana Llana, Matienzo, Maracuto y Variante. El embalse Carraízo es otro de los recursos de agua con el que cuenta. Este embalse es el mayor caudal en Puerto Rico en cuanto a área de desagüe, puesto que abarca 533 km cuadrados (206 mi cuadradas). Su capacidad original es de 20 000 acres, casi 25 millones de metros cúbicos. Se usa para abastecimiento de agua potable para el área metropolitana de San Juan. El Río Grande de Loíza era navegable en épocas pasadas por lanchones para transportar caña de azúcar. Otro de los recursos son sus manantiales, existe un total de 19, entre ellos se encuentra el famoso manantial La Montaña y La Ceiba (antes La Ceiba).
Existe un acuífero del tipo intergranular ubicado en el barrio Saint Just. Esto hace que se encuentre agua entre las rocas y los granos que componen el suelo. En el área del acuífero se encuentra un pequeño lago cercano a una iglesia.

## Topografía

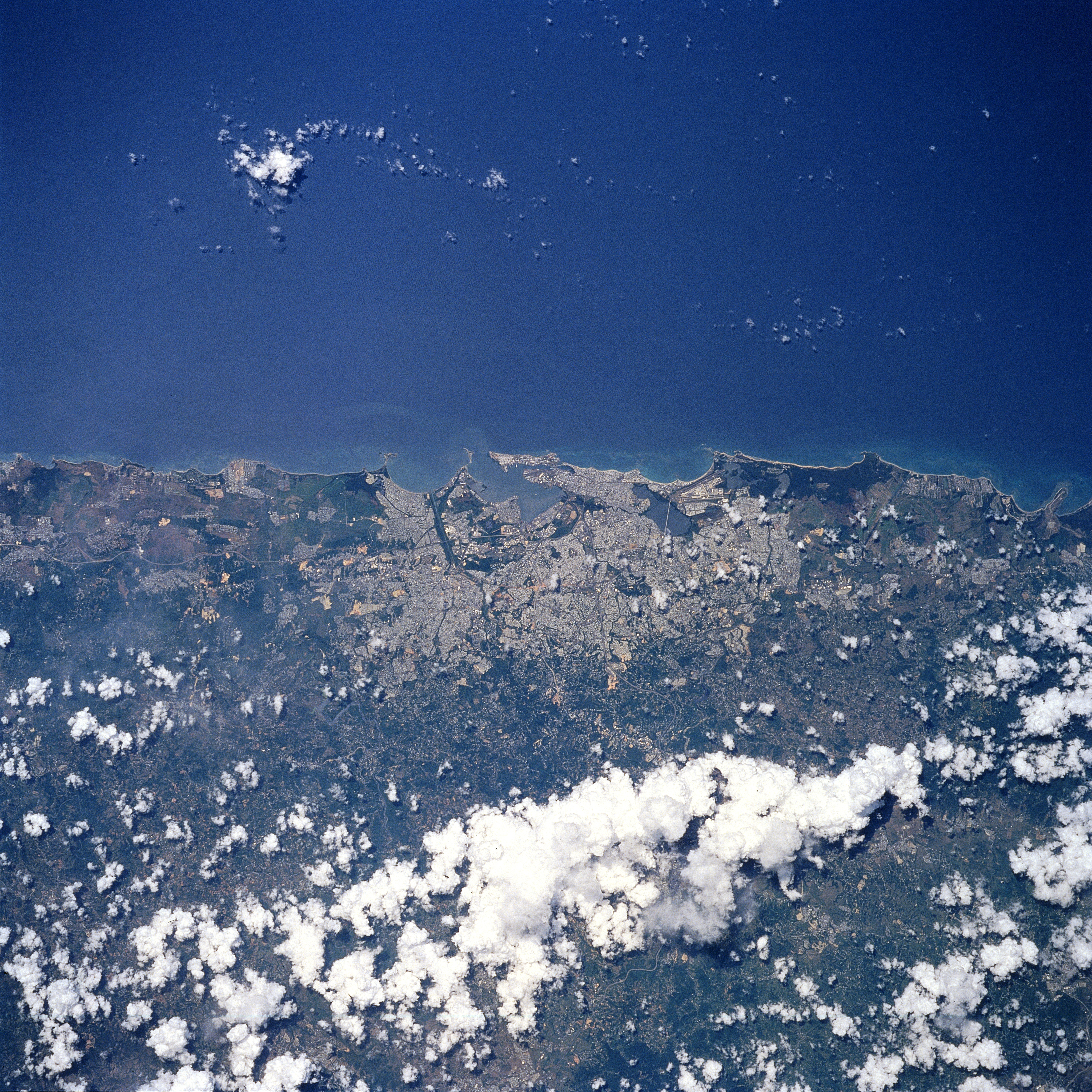
Área metropolitana de San Juan desde el espacio exterior con Trujillo Alto al sureste de la masa urbana de la capital, julio de 1997

El relieve de Trujillo Alto se compone principalmente de colinas húmedas. Sus mayores elevaciones pueden alcanzar entere 200 y 340 m sobre el nivel del mar y aparecen hacia el sur del municipio, en el barrio Quebrada Grande. A lo largo del cauce del Río Grande de Loíza las elevaciones están entre los 10 y 25 m, según datos del Catastro Geológico Estadounidense.

## Flora
La flora de Trujillo Alto es del tipo de bosque tropical húmedo. En el municipio abundan los árboles de maricao.

## Política y gobierno
En las elecciones generales de 2004 revalidó en su cargo como alcalde, Pedro Padilla Ayala del Partido Popular Democrático. En esas elecciones se enfrentó a Julio Andino del Partido Nuevo Progresista y a Luis A. Cruz Batista del Partido Independentista Puertorriqueño.
La Legislatura municipal de Trujillo Alto es un cuerpo unicameral, el cual ejerce sus funciones legislativas en el Municipio de Trujillo Alto mediante las facultades conferidas en la Ley de Municipios Autónomos de Puerto Rico, Ley Núm. 81 del 30 de agosto de 1991. Se compone de dieciséis (16) miembros que son elegidos por el voto directo de los electores en las elecciones generales, los que se organizan dentro de distintas comisiones permanentes y especiales.
Desde el año 2004 y hasta enero de 2009 la Legislatura municipal de Trujillo Alto se compone de los siguientes miembros:
- Alma M. Betancourt Díaz - PPD - (Presidenta).
- Pedro J. Rivera Colón - Portavoz Minoría PNP
- Wanda N. Alemán Alemán - Portavoz Minoría PIP
- Juan Márquez García - PPD
- Miguel Adorno Tapia - PPD
- Ramonita Castillo Vélez
- Elías Rosario Feliciano
- Juan V. Gómez Machín
- Jorge E. Márquez Méndez - PPD
- Irma del Valle Nieves
- María de L. Záyas Alemán - PPD
- José A. Hernández Rivera
- Félix M. Cintrón Calzada - PPD
- Jaime Zapata Acosta - PPD
- Elías Ramírez Díaz - PPD
- Alejandrina Burgos Hernández

Para las elecciones generales de noviembre de 2008 los candidatos a la alcaldía trujillana fueron: José Luis Cruz del Partido Popular Democrático; Eduardo Otero, del Partido Nuevo Progresista; y el independentista Jaime Negrón, del Partido Independentista Puertorriqueño. En estas elecciones resultó vencedor José Luis Cruz, del PPD, quien juramentó al cargo en la plaza del Bicentenario, el lunes 12 de enero de 2009, ante el Hon. Eddie A. Ríos Benítez, primer Juez Superior designado en propiedad a la Sala Superior del Tribunal de Primera Instancia en Trujillo Alto. Los puestos al Senado por el distrito senatorial 8 y el puesto de representante del distrito representativo 38 recayeron en los candidatos del PNP Lornna Soto, Héctor Martínez y Eric Correa, respectivamente.

## Comida Típica
El plato típico trujillano consiste de una fritura a base de masa de guineos majados y guayados (rallados), esta mezcla es rellena con carne de res y frita con forma de media luna en abundante aceite. Esta fritura a veces es confundida con la alcapurria, aunque no lo es, y es llamada «Macabeo».

## Fiestas

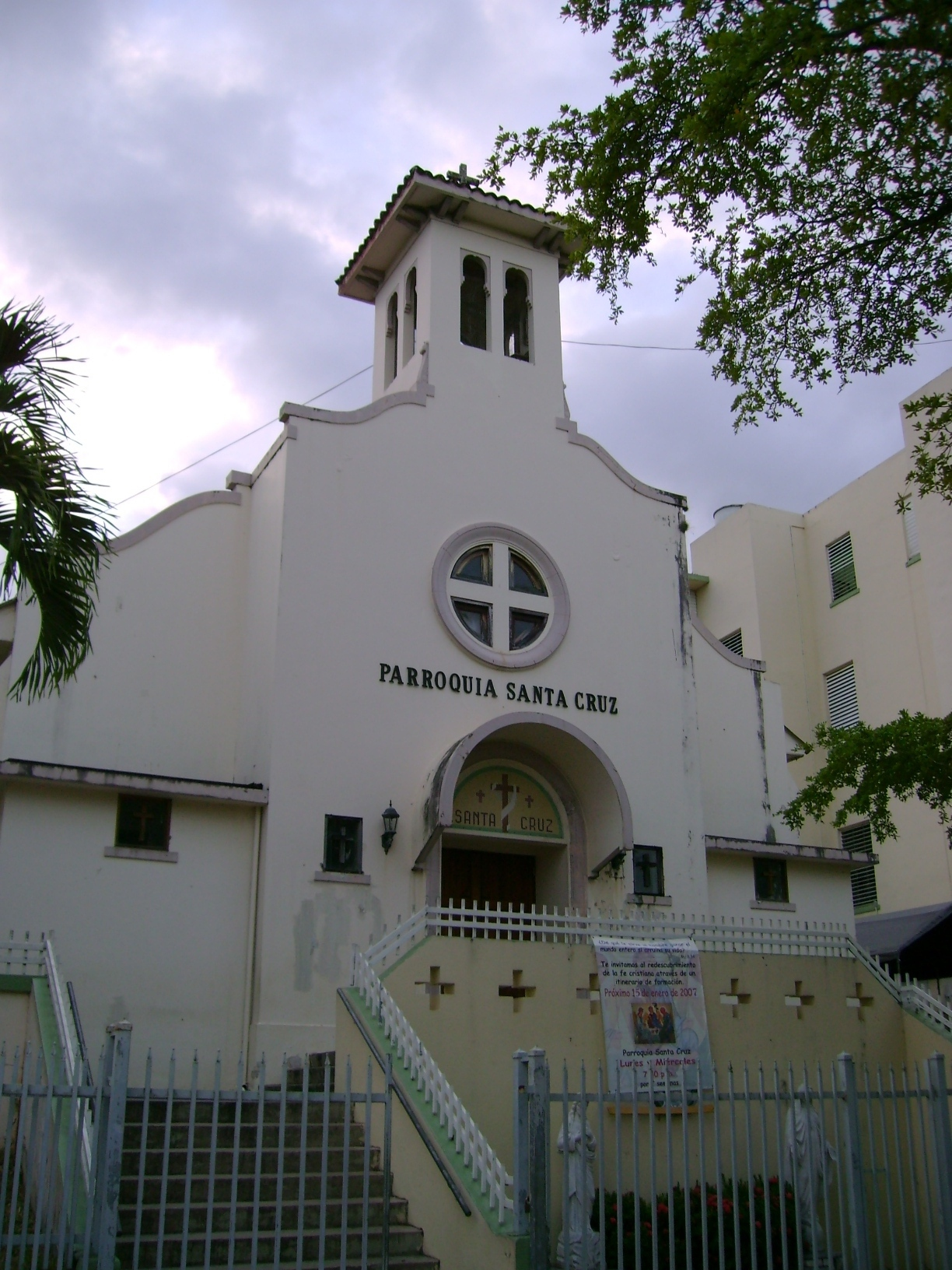
Iglesia Católica de Trujillo Alto.

- Fiestas Patronales, son llevadas a cabo en honor de la "Exaltación de la Santa Cruz", celebrada cada 14 de septiembre.  Esta fiesta no debe ser confundida con el día de la Santa Cruz, que es el 3 de mayo.
- Maratón del Arrecostao'.
- Festival de Paso Fino, celebrado en noviembre.
- Festival del Macabeo, este es un festival celebrado en la plaza del pueblo desde los años sesenta del siglo XX y es en honor a la fritura autóctona de Trujillo Alto llamada "macabeo". El festival se celebra en el mes de diciembre y en varias ocasiones ha sido dedicado a su creadora, Romualda Báez.

## Barrios
- Carraízo
- Las Cuevas* Dos Bocas
- La Gloria, antes llamada (Quebrada Infierno)
- Quebrada Grande
- Quebrada Negrito
- Saint Just
- Barrio Pueblo

## Símbolos

### Escudo
El escudo de Trujillo fue cambiado en 1998. Su descripción es:
En campo de plata, tres montañas de sinople (verde), puestas en faja, terrazadas de lo mismo y sarmontadas de una cruz latina de azur (azul). Bordura de azur con ocho chorros de agua, de plata. El escudo está timbrado de una corona mural de oro, realzada con cinco torres. Debajo del escudo un listón con la inscripción: Trujillo Alto. Los ocho chorros de agua representan los ocho barrios del municipio y simbolizan los numerosos recursos acuíferos de Trujillo Alto como el Río Grande de Loíza, los numerosos manantiales, las quebradas y el Lago Carraízo. Las montañas representan la topografía montañosa del pueblo. La cruz latina representa la Santa Cruz, patrona del pueblo.